# Processteologi
Processteologi är en teologi som utvecklats från Alfred North Whiteheads (1861–1947) processfilosofi, framför allt av Charles Hartshorne (1897–2000) och John B. Cobb (f. 1925). Processteologi och processfilosofi kallas kollektivt "processtänk". 
För både Whitehead och Hartshorne är det ett väsentligt attribut hos Gud att påverka och påverkas av temporära processer, i motsats till de former av teism som håller Gud i alla avseenden icke-temporära (eviga), oföränderliga (oföränderliga) och opåverkade av världen (oberoende). Processteologi förnekar inte att Gud i vissa avseenden är evig (kommer aldrig att dö), oföränderlig (i den meningen att Gud är oföränderligt bra) och oberoende (i den meningen att Guds eviga aspekt inte påverkas av verkligheten), men det strider mot klassisk uppfattning genom att insistera på att Gud i vissa avseenden är tidsmässig, föränderlig och fullkomlig.
Enligt Cobb kan "processteologi referera till alla former av teologi som betonar händelse, förekomst eller att bli över substans. I denna mening är teologi påverkad av Hegel processteologi lika mycket som den som påverkas av Whitehead. Denna användning av termen uppmärksammar affiniteter mellan dessa annars ganska olika traditioner". Även Pierre Teilhard de Chardin kan inkluderas bland processteologer, även om de generellt förstås som hänvisar till Whiteheads/Hartshorns skola, där det fortfarande pågår debatter inom området om Guds natur, Guds förhållande och världen och odödlighet.

## Historia
Olika teologiska och filosofiska aspekter har utvidgats och utvecklats av Charles Hartshorne (1897–2000), John B. Cobb, Jr. och David Ray Griffin. Utmärkande för processteologin bland alla dessa tänkare delat är förnekande av sådan metafysik som privilegierar att " vara " över " bli ", särskilt de från Aristoteles och Thomas Aquinas. Hartshorne påverkades djupt av den franska filosofen Jules Lequier och av den schweiziska filosofen Charles Secrétan som antagligen var de första som hävdade att frihet att bli i Gud är viktigare än hans väsen. 
Processteologi påverkade snart ett antal judiska teologer inklusive rabbiner Max Kadushin, Milton Steinberg och Levi A. Olan, Harry Slominsky och, i mindre grad, Abraham Joshua Heschel. Idag inkluderar några rabbiner som förespråkar någon form av processteologi: Bradley Shavit Artson, Lawrence A. Englander, William E. Kaufman, Harold Kushner, Anton Laytner, Michael Lerner, Gilbert S. Rosenthal, Lawrence Troster, Donald B. Rossoff, Burton Mindick, och Nahum Ward. 
Alan Anderson och Deb Whitehouse har applicerat process teologi till New Thought-varianten av kristendomen. 
Richard Stadelmanns arbete har varit att bevara Jesu unikhet inom processteologin. 

## Guds relation till världen
Whiteheads klassiska uttalande är en uppsättning antitetiska uttalanden som försöker undvika självmotsägelse genom att flytta dem från en uppsättning motsättningar till en kontrast: 
- Det är lika sant att säga att Gud är permanent och världen föränderlig, som att världen är permanent och att Gud är föränderlig.
- Det är lika sant att säga att Gud är en och världen många, som att världen är en och Gud många.
- Det är lika sant att säga att, vid jämförelse med världen, att Gud är verkligt framträdande, som att i jämförelse med Gud, att världen är verkligt framträdande.
- Det är lika sant att säga att världen är immanent i Gud, som att Gud är immanent i världen.
- Det är lika sant att säga att Gud överskrider världen, som att världen överskrider Gud.
- Det är lika sant att säga att Gud skapar världen, som att världen skapar Gud.[7]

## Teman
- Gud är inte allsmäktig i den meningen att han är tvångsmässig. Det gudomliga har en övertalningskraft snarare än betvingar. Processteologer tolkar den klassiska läran om allmakt som involverande kraft och föreslår i stället ett tålamod i gudomlig makt. "Övertalning" i kausal betydelse innebär att Gud inte utövar ensidig kontroll.[8]
- Verkligheten består inte av materiella ämnen som förhåller sig i tiden, utan av seriellt ordnade händelser som är erfarenhetsmässiga. Dessa händelser har både en fysisk och mental aspekt. All erfarenhet (manlig, kvinnlig, atomare och botanisk) är viktiga och bidrar till den pågående och sammanhängande verklighetsprocessen.
- Universum kännetecknas av process och förändring som utförs av aktörer med fri vilja. Självbestämmande karaktäriserar allt i universum, inte bara människor. Gud kan inte helt kontrollera någon serie av händelser eller någon individ, men Gud påverkar det kreativa utövandet av denna universella fria vilja genom att erbjuda möjligheter. För att säga det på ett annat sätt har Gud en vilja i allt, men inte allt som inträffar är Guds vilja.[9]
- Gud innehåller universum men är inte identisk med det ( panenteism, inte panteism eller pandeism ). Vissa kallar också detta "teokosmoscentrism" för att betona att Gud alltid har varit relaterad till någon värld.
- Eftersom Gud interagerar med det föränderliga universum kan Gud förändras (det vill säga att Gud påverkas av handlingarna som sker i universum) över tiden. Men de abstrakta elementen av Gud ( godhet, visdom, etc.) förblir evigt solida.
- Charles Hartshorne tror att människor inte upplever subjektiv (eller personlig) odödlighet, men de har objektiv odödlighet eftersom deras upplevelser lever för evigt i Gud, som innehåller allt som var. Andra processteologer tror att människor har subjektiva erfarenhet efter sina kroppsliga död.[10]
- Dipolär teism är idén att Gud har både en föränderlig aspekt (Guds existens som en levande Gud) och en oföränderlig aspekt (Guds eviga väsen).[11]

## Förhållande till pluralism
Processteologi bekräftar att Gud arbetar i alla personer för att aktualisera potentialer. I den meningen är varje religiös manifestation det gudomliga som arbetar på ett unikt sätt för att få fram det vackra och det goda. Dessutom representerar skrift och religion mänskliga tolkningar av det gudomliga. I denna mening är pluralism uttryck för mångfalden av kulturella bakgrunder och antaganden som människor använder för att närma sig det gudomliga.

## Förhållande till läran om inkarnation
I motsats till den kristna ortodoxin är Kristus i mainstream processteologin inte den mystiska och historiskt exklusiva föreningen av gudomliga och mänskliga naturer i en hypostas, de eviga logotyperna av Gud som är unikt inpassade och identifierbara som mannen Jesus. Snarare är Gud inkarnerad i alla människors liv när de agerar enligt ett kall från Gud. Jesus svarade helt och hållet på Guds uppmaningar, och Jesus förstås således teologiskt som "det gudomliga ordet i mänsklig form." Jesus är inte enskilt eller väsentligen Gud, men han synkroniserades perfekt med Gud vid alla ögonblick i sitt liv. Cobb uttryckte inkarnationen i processtermer som kopplar den till hans förståelse av aktualisering av mänsklig potential: "'Kristus' hänvisar till logotyperna som inkarnerade därmed processen för kreativ omvandling i och av världen". 
En kritik av processteologi är att den erbjuder en för kraftigt minskad uppfattning om Guds makt. Processteologer hävdar att Gud inte har ensidig, tvångskontroll över allt i universum. I processteologi kan Gud inte åsidosätta en persons frihet och inte heller utföra mirakel som bryter mot naturlagarna, och inte heller utföra fysiska handlingar som orsakar eller stoppar en översvämning eller ett snöskred. Kritiker hävdar att denna uppfattning minskar den gudomliga kraften i en sådan grad att Gud inte längre är dyrkande.
Processteologins svar på denna kritik är att den traditionella kristna uppfattningen av Gud faktiskt inte är tillbedjande som den står, och att den traditionella uppfattningen om Guds allmakt inte lyckas ge mening.
För det första är makt ett relationskoncept. Det utövas inte i ett vakuum, utan alltid av någon enhet A jämfört med någon annan enhet B. Som sådan kräver makt analys av både den utövande kraften och det att makt utövas. Att anta att en enhet A (i detta fall, Gud), alltid med framgång kan kontrollera någon annan enhet B är att säga att B inte existerar som ett fritt och individuellt varande i någon meningsfull mening, eftersom det inte finns någon möjlighet av att motstå A om A skulle besluta att pressa frågan.
Med tanke på detta gör processteologi flera viktiga skillnader mellan olika typer av makt. Den första skillnaden är mellan "tvångsmakt" och "övertalande" makt. Tvingande kraft är den typ som utövas av en fysisk kropp över en annan, till exempel en biljardboll som träffar en annan, eller en arm som vrider en annan. Livlösa kroppar (som biljardbollarna) kan inte motstå sådana tillämpningar av fysisk kraft alls, och till och med levande kroppar (som armar) kan bara motstå hittills och kan tvingas överträffas. Även om ändliga, fysiska varelser kan utöva tvångsmakt över varandra på detta sätt, kan Gud - som saknar en fysisk kropp - inte (inte bara vilja ) utöva tvångsstyrning över världen.
Men processteologer hävdar att tvångsmakt faktiskt är en sekundär eller derivat form av makt, medan övertalning är den primära formen. Till och med handrörelsen (till exempel en arm) är ett exempel på övertygande kraft. Armen kanske inte presterar på det sätt som en person önskar - den kan vara trasig eller somna eller på annat sätt inte kunna utföra önskad handling. Det är först efter det att den övertygande handlingen av självrörelse är framgångsrik att en enhet till och med kan börja utöva tvångskontroll över andra ändliga fysiska kroppar. Men inget antal tvångskontroll kan ändra andra enheters fria beslut; bara övertalning kan göra det.
Till exempel berättas ett barn av sin förälder att han måste gå i säng. Barnet, som en självmedveten, beslutsfattande individ, kan alltid fatta beslutet att inte gå i säng. Föräldern kan sedan svara genom att plocka upp barnet kroppsligt och bära honom till sitt rum, men ingenting kan tvinga barnet att ändra sitt beslut att motstå föräldrarnas direktiv. Det är bara barnets kropp som kan kontrolleras tvärt av kroppen av den fysiskt starkare föräldern; barnets fria vilja förblir intakt. Medan processteologer hävdar att Gud inte har tvångsmakt, hävdar de också att Gud har högsta övertygande kraft, att Gud alltid påverkar / övertalar oss att välja det goda. 
Ett klassiskt utbyte över frågan om gudomlig makt är mellan filosoferna Frederick Sontag och John K. Roth och processteolog David Ray Griffin. Sontag och Roth hävdade att processen Guds oförmåga att till exempel stoppa folkmordet i Auschwitz innebar att Gud inte var värdig att dyrka, eftersom det inte finns någon mening med att tillbe en gud som inte kan rädda oss från sådana grymheter. Griffins svar var som följer:

En av de starkare klagomålen från Sontag och Roth är att med tanke på ondskapens enorma betydelse i världen är en gud som [bara] gör sitt bästa inte värd att dyrka. Betydelsen är att en gudom som inte gör sitt bästa är värd att dyrka. Till exempel, med hänvisning till Auschwitz, hånar Roth min Gud med uttalandet att "det bästa som Gud möjligen kunde göra var att låta 10 000 judar per dag gå upp i rök." Roth föredrar en gud som hade makten att förhindra denna förintelse men inte gjorde det! Detta illustrerar hur mycket människor kan skilja sig åt vad de anser vara värda att dyrka. För Roth är det tydligt brute makt som väcker tillbedjan. Frågan är: är det detta som bör framkalla dyrkan? För att hänvisa tillbaka till punkten om uppenbarelse: överensstämmer den här typen av kraftyrkan med den kristna påståendet att gudomlighet är avgörande i Jesus? Roth tycker min Gud är för liten för att väcka tillbedjan; Jag tycker att han är för grov.

Processargumentet är alltså att de som håller sig fast vid idén om Guds tvångsmäktig allsmäktighet försvarar makten för maktens skull, vilket verkar vara oförenligt med Jesu liv, som kristna tror dött för mänsklighetens synder snarare än att störta det romerska imperiet. Griffin hävdar att det faktiskt är den Gud vars allmännedighet definieras på det "traditionella" sättet som inte är dyrkande. En annan skillnad som processteologer gör är mellan idén om "ensidig" makt kontra "relationell" makt. Ensidig makt är makten hos en kung (eller mer exakt, en tyrann) som vill utöva kontroll över sina undersåtar utan att påverkas av dem. De flesta skulle emellertid enas om att en härskare som inte förändras eller påverkas av hans undersåls glädje och sorg är faktiskt en avskyvärd härskare och en psykopat. Processteologer betonar således att Guds kraft är relationell; snarare än att inte påverkas och oförändras av världen, är Gud den som påverkas mest av varannan varelse i universum. Som processteolog C. Robert Mesle uttrycker det:

Relationell kraft tar stor styrka. I kontrast till ensidig makt finns de radikala manifestationerna av relationskraft hos människor som Martin Luther King, Jr., Mahatma Gandhi och Jesus. Det kräver villighet att utstå enormt lidande samtidigt som man vägrar att hata. Det kräver att vi håller våra hjärtan öppna för dem som vill slänga dem. Det innebär att erbjuda att öppna en relation med människor som hatar oss, föraktar oss och vill förstöra oss.

Sammanfattningsvis hävdar processteologer att deras uppfattning om Guds makt inte förminskar Gud utan tvärtom. I stället för att se Gud som en som ensidigt tvingar, dömer och straffar andra varelser och är helt opåverkad av andras glädje och sorg, ser processenteologer på Gud som den som övertygar universumet till kärlek och fred, påverkas ytterst av till och med den minsta glädjen och den minsta av sorgar och kan älska alla varelser trots de mest avskyvärda handlingarna de kan begå. Gud är, som Whitehead säger, "den lidande som förstår".

## Processteologer
- Alfred North Whitehead
- David Ray Griffin
- Wolfgang Smith